# Avia BH-17
Avia BH-17 là một loại máy bay tiêm kích hai tầng cánh chế tạo ở Tiệp Khắc năm 1924.

## Tính năng kỹ chiến thuật
Đặc điểm tổng quát
- Kíp lái: 1
- Chiều dài: 6.86 m (22 ft 6 in)
- Sải cánh: 8.86 m (30 ft 0 in)
- Diện tích cánh: 21.3 m2 (229 ft2)
- Trọng lượng rỗng: 762 kg (1.680 lb)
- Trọng lượng có tải: 1.155 kg (2.546 lb)
- Powerplant: 1 × Hispano-Suiza 8Fb Vee-8, 230 kW (310 hp)

Hiệu suất bay
- Vận tốc cực đại: 235 km/h (146 mph)
- Tầm bay: 500 km (310 dặm)
- Trần bay: 8.000 m (26.000 ft)
- Vận tốc lên cao: 5,9 m/s (1.170 ft/phút)

Vũ khí trang bị
- 2 × Súng máy Vickers.303